# 斯科茨維爾 (紐約州)
斯科茨維爾（英語：Scottsville）是位於美國紐約州門羅縣的村。

## 人口
根據2020年美國人口普查的數據，斯科茨維爾的面積為2.82平方千米，當中陸地面積為2.80平方千米，而水域面積為0.01平方千米。當地共有人口2009人，而人口密度為每平方千米712人。